# کتابخانه مرکزی آوتیک ایساهاکیان
کتابخانه مرکزی آوتیک ایساهاکیان شهرداری ایروان (ارمنی: Երևանի Քաղաքապետարանի «Ավետիք Իսահակյանի անվան Կենտրոնական գրադարան» ՀՈԱԿ؛ انگلیسی: Avetik Isahakyan Central Library) یک کتابخانه عمومی در ایروان، پایتخت جمهوری ارمنستان می‌باشد. این کتابخانه در سال ۱۹۳۵ میلادی در خیابان آمیریان، پلاک ۲۶، با مدیریت ت. برخوداریان تأسیس شد. در سال ۱۹۵۵، در هشتادمین سالگرد تولد استاد، نام این کتابخانه به نام شاعر مشهور ارمنی، آوتیک ایساهاکیان تغییر یافت.
امروزه ساختمان اصلی کتابخانه در شماره ۴٫۱، خیابان نالبندیان واقع شده است و ۱۰ شعبه دیگر آن در خیابان‌های باقرامیان، سایات‌نووا، تیگران متس، کومیتاس و کی‌یف و همچنین خیابان‌های موسکوویان، زاریان شمالی، آتویان، روستاولی، نورک پنجم و مامیکونیانتس قرار دارند.
مراجعان به این کتابخانه می‌توانند از خدمات وای‌فای رایگان، کتابخانه آنلاین و پایگاه‌های داده کتاب‌های الکترونیکی استفاده کنند. آنها همچنین می‌توانند برای خواندن کتاب‌ها در قالب الکترونیکی، کتابخوان‌های الکترونیکی Kindle E-reader مدرن خریداری کنند.
کتابخانه مرکزی ایساهاکیان همچنین مکانی برای برگزاری جلسات و تجمهات فرهنگی برای بحث‌های ادبی و رویدادهای فرهنگی مختلف با تمرکز بر مضامین حفظ ملت و سنت‌های آن، اهمیت کتاب و نوشتار است.
این کتابخانه روزانه به ۱٫۵۰۰ بازدیدکننده خدمات ارائه می‌دهد.